# Суоменселкя
Суоменсѐлкя (на фински: Suomenselkä) е хълмисто-моренно възвишение в централната част на Финландия. Простира се от югозапад на североизток на протежение над 400 km, ширина до 60 km и се явява вододел между басейните на реките течащи към Батническия залив на северозапад и Финския залив на юг и югоизток. На североизток се свързва с меридионалното и гранично с Русия възвишение Манселкя. Максимална височина 351 m, разположена в североизточната му част. Изградено е основно от кристалинни шисти, препокрити с ледникови наслаги. Осеяно е с многочислени езера и блата и е покрито с иглолистни и смесени гори.